# Dios y la patria
Dios y la patria es una película de Argentina filmada en blanco y negro dirigida por Nelo Cosimi que se estrenó el 4 de abril de 1931 y que tuvo como actores principales a Chita Foras y Nelo Cosimi.

## Reparto
- Chita Foras
- Nelo Cosimi

## Comentarios
Domingo Di Núbila dice que el filme está entre los “relativamente sonoros” por el uso parcial de discos.